# Geografia della Lituania

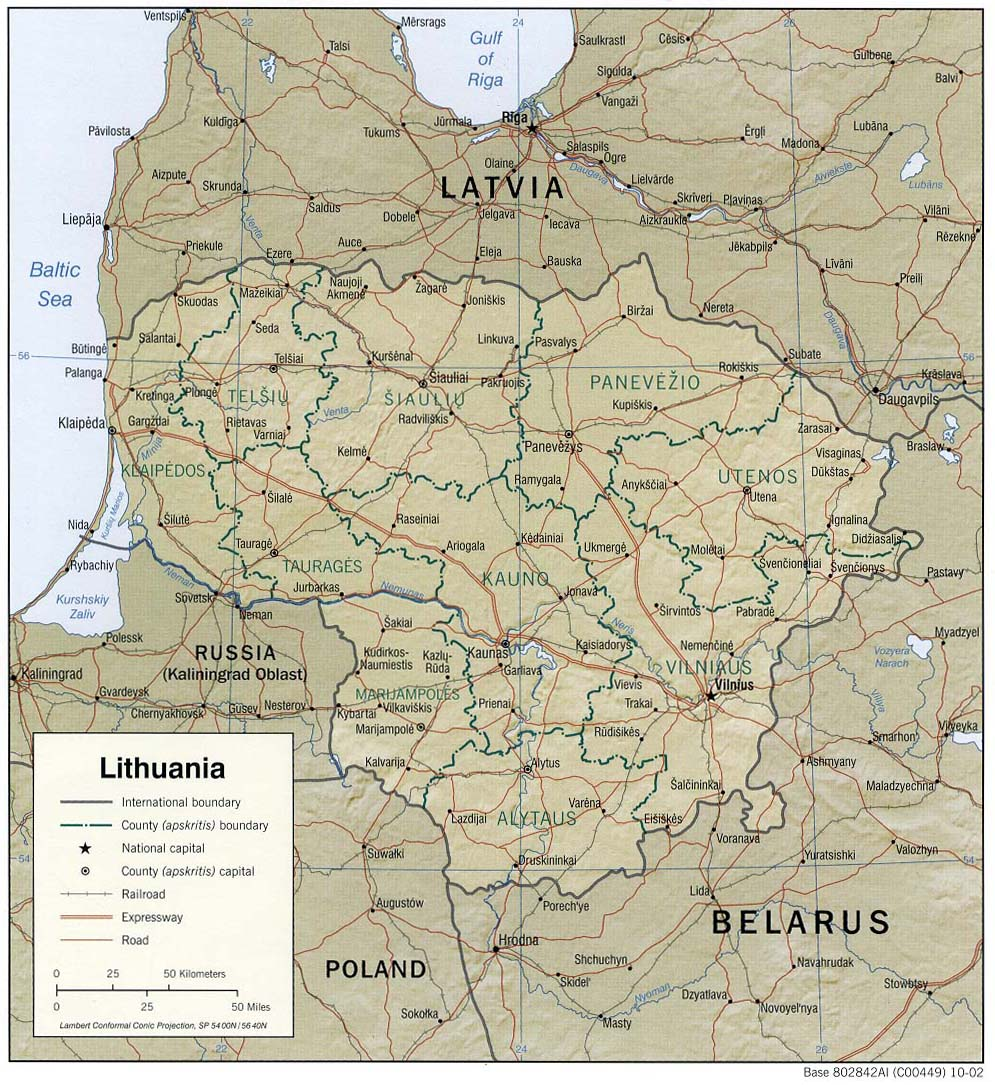
Mappa della Lituania

La Lituania è affacciata sulla parte orientale del mar Baltico tra la Lettonia a nord e la Polonia e l'exclave russa dell'Oblast' di Kaliningrad a sud.
Fa parte della Regione biogeografica boreale. La Lituania ha oltre 3000 laghi

## Dati generali

### Confini
A partire dal 1918 i confini della Lituania hanno subito numerose modifiche ma dal 1945 sono immutati (seconda occupazione sovietica).
Confina a nord con la Lettonia per 453 km, a est con la Bielorussia per 502 km, a sud con la Polonia per 91 km e con la Russia per 227 km; quest'ultimo è segnato per la maggior parte da fiumi (116 km del corso del Nemunas e 51 km dello Šešupė).
Lo sviluppo costiero è di 108 km di cui solo 24 km sono direttamente sul mar Baltico, i rimanenti si affacciano sulla laguna dei Curi.

### Superficie
La superficie del paese è pari a 65.200 km², leggermente più grande del Belgio, dei Paesi Bassi o della Svizzera.

## Idrografia

### Fiumi

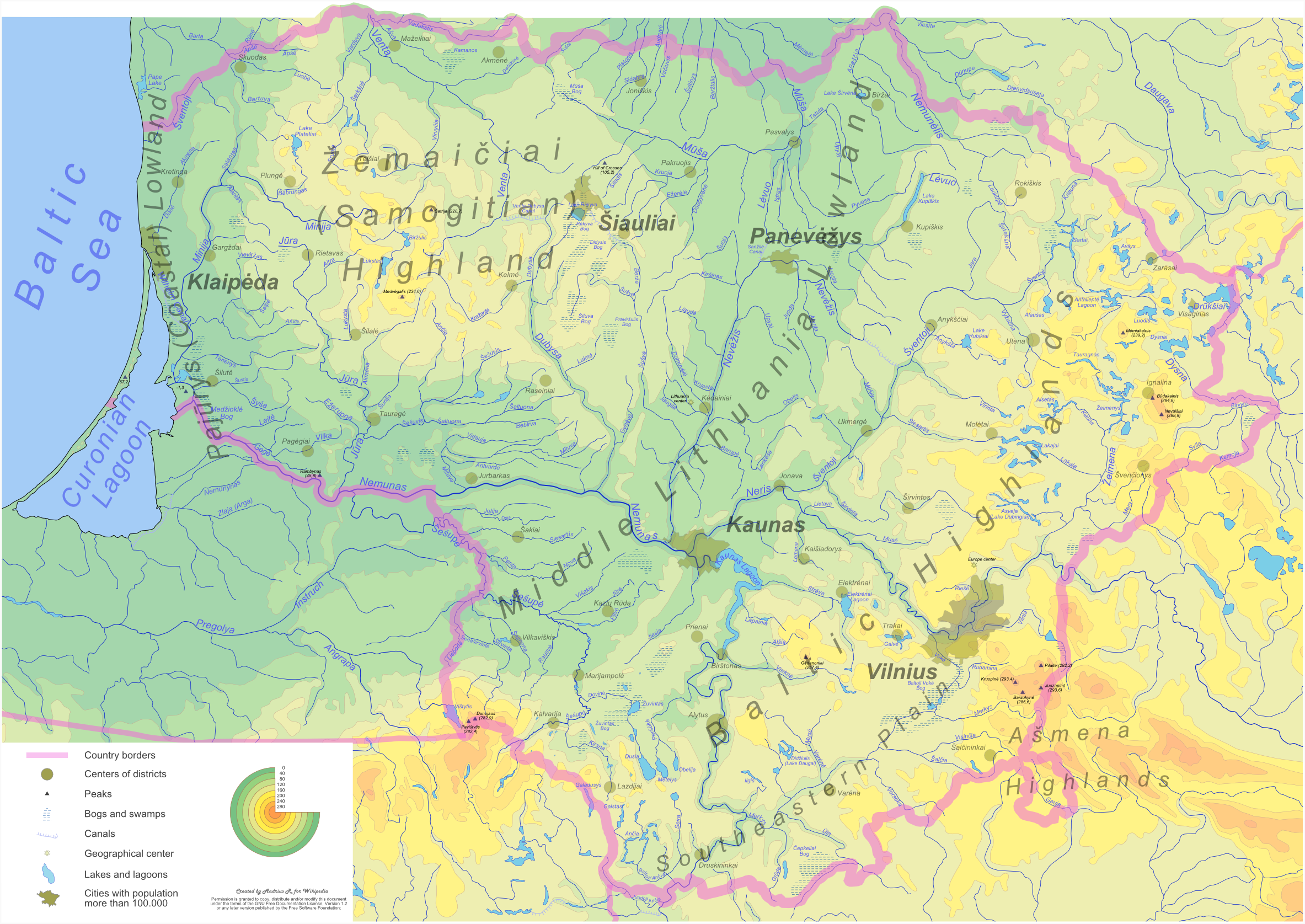
Cartina fisica della Lituania

Il fiume principale è il Nemunas, attraversa il paese per circa la metà degli oltre 1000 km del suo corso, nasce in Bielorussia e, dopo aver attraversato la Lituania sfocia in Curlandia poco a sud di Klaipėda. 
Suoi affluenti principali sono il Neris (510 km), il Chara (325 km) e lo Šešupė (298 km).

### Laghi
La Lituania conta un totale di 2830 laghi ciascuno superiore a 0,5 ettari la cui superficie totale ricopre ben 880 km². Ve ne sono poi 1600 di piccola dimensione. Tutti i laghi insieme occupano circa l’1,37% dell’intera superficie della Lituania. Sono stati inoltre costituiti una serie di laghi artificiali (340 in totale). 
La maggior parte dei laghi si trova nella zona centrale ed orientale, sulle colline della Samogizia e dell’Aukštaitija: quest'ultima è l'area maggiormente costituita da specchi d'acqua nel comune distrettuale di Molėtai, Dubingiai e comune distrettuale di Zarasai (contea di Utena e di Vilnius). I più grandi del Paese sono il Drūkšiai e il Dysnai, i più profondi il Tauragnas e il Malkėstaitis, i più lunghi l'Asveja e il Sartai. Nelle aree della Dzūkija e della Sudovia le dimensioni e il numero si riducono: basti pensare al lago di Trakai, il gruppo dei laghi di Aukstadvaris e quelli principali della Sudovia (Dusia, Metelys, Obelijoa). 
Il numero più consistente di laghi (più dell'11%) si trova nel nord-est del paese, tra Ignalina e Zarasai: si scende invece allo 0,5% nella zona costiera invece la pianura centrale della Lituania e la zona costiera ne contano davvero pochi (<0,5%). La maggior parte dei laghi si trova ad una altitudine di 100-160 m sul livello del mare.
Quasi tutti i laghi lituani sono di origine glaciale o fluviale e di modesta profondità e con coste irregolari.
Secondo lo stadio di sviluppo la maggior parte dei laghi lituani è in fase di maturazione o di vecchiaia. Molti dei laghi si sono ridotti e rovinati a causa della bonifica o dell’eutrofizzazione sia naturale che antropica. Si stima che in oltre 12.000 anni si siano prosciugati circa 15.000 laghi lituani.

## Clima

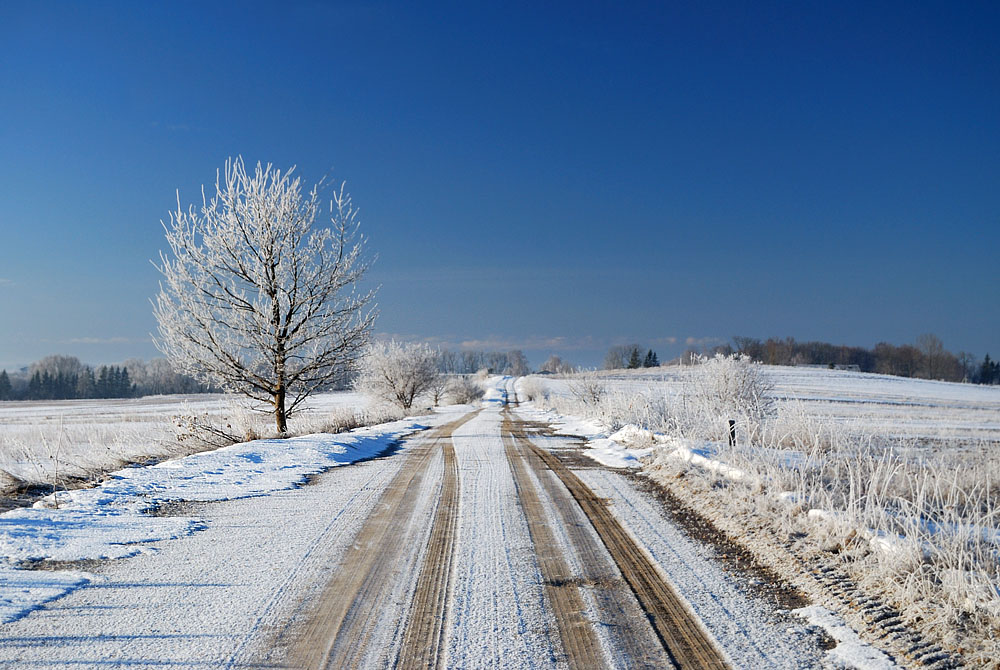
Paesaggio invernale in Lituania

Il clima è continentale umido (Dfb nella classificazione dei climi di Köppen). Le temperature medie sulla costa sono di -2.5 °C a gennaio e di 16 °C a luglio. Le temperature medie di Vilnius sono di -6 °C a gennaio e 16 °C a luglio. In estate si hanno 20 °C e 14 °C di notte. Occasionalmente, le temperature raggiungono i 30 o 35 gradi. 
Gli inverni sono freddi a causa delle perturbazioni che provengono dalla Siberia: è il caso del 1941–42, 1955–56 e il 1984–85 furono molto freddi: accadde invece altre volte che a predominare fu il clima atlantico (1924–25, 1960–61 e il 1988–89). Di solito, ogni anno si raggiunge la temperatura di -20 gradi centigradi. È accaduto talvolta che si fossero toccate punte estreme sulla costa (-34|°C) e -43 °C nell’est della Lituania. La precipitazione annuale media è di 800 mm sulla costa, 900 mm sulle alture della Samogizia e 600 mm nella contea di Utena e di Vilnius. La neve cade ogni anno, potendosi posare nei mesi da ottobre ad aprile: più di rado si è avuta a settembre o maggio. Piogge temporalesche sono assai difficili nelle zone orientali e più comuni nei pressi del Mar Baltico.
I record di temperatura più alta sono stati calcolati nell’arco degli ultimi 250 anni. I dati mostrano che il XVIII secolo era più caldo del seguente. Il periodo di caldo maggiore si ebbe negli anni Trenta e verso la fine degli anni Sessanta.
La Lituania ha vissuto un periodo di siccità molto forte nel 2002, che ha causato incendi nelle foreste. Un’ondata di caldo assai forte si fossilizzò sul Paese per diverso tempo nell’estate del 2006.